# Johann Georg Knoll
Johann Georg Knoll (ur. ok. 1644, zm. 11 listopada 1704 we Wrocławiu) – budowniczy i architekt epoki baroku.
Pochodził z Berlina, w 1662 przeniósł się do Wrocławia, gdzie w początkowo pracował w warsztacie D. Rocha. W 1674 podjął pracę u Mathiasa Bienera, z którym wspólnie w 1689 rozpoczął budowę kościoła Najświętszego Imienia Jezus, którą po śmierci Bienera w 1692 kontynuował sam. Świątynię konsekrowano w 1698, ale prace trwały do 1703. Równocześnie od 1694 nadzorował przebudowę klasztoru Klarysek i w skład którego wszedł budowany od 1696 do 1699 Kościół św. Klary i św. Jadwigi we Wrocławiu. Na zlecenie biskupa Franza Ludwiga von Pfalz-Neuburg wspólnie z Sigmundem Lindnerem pomiędzy 1696 a 1701 wybudował na terenie Ostrowa Tumskiego ujeżdżalnię zwaną książęco-biskupią szkołą jazdy konnej (spłonęła w 1759 i nie została odbudowana). W 1699 zaprojektował i wybudował kruchtę kościoła św. Wincentego, a w 1702 obok świątyni kolumnę maryjną. W 1700 rozpoczął budowę zaprojektowanego przez siebie kościoła i kolegium pijarów w Legnicy. W 1704 przyjął do pracy Martina Frantza, który po śmierci Knolla przejął jego rolę. Frantz w późniejszych latach zrealizował według projektów, które pozostawił po sobie Johann Georg Knoll m.in. Kościół św. Jana Chrzciciela w Legnicy (1715-1727) i tzw. Dom Lubuski również w Legnicy (1728-1730).